# A Curious Tale of Trials + Persons
A Curious Tale of Trials + Persons est le premier album studio de la rappeuse britannique Little Simz, sorti le 30 octobre 2015.

## Liste des titres
| No  | Titre                      | Producteur(s)         | Durée |
| --- | -------------------------- | --------------------- | ----- |
| 1.  | Persons                    | Josh Arcé             | 2:04  |
| 2.  | Wings                      | IAMNOBODI             | 4:06  |
| 3.  | The Lights                 | Tiffany Gouche        | 4:00  |
| 4.  | Tainted                    | OTG, Josh Arcé        | 4:01  |
| 5.  | Gratitude (feat. The Hics) | The Hics              | 3:37  |
| 6.  | God Bless Mary             | Sigurd                | 4:16  |
| 7.  | Dead Body                  | Prezident Jeff, Deezy | 3:52  |
| 8.  | Full Or Empty              | OTG                   | 4:24  |
| 9.  | This Is Not An Outro       | OTG                   | 2:41  |
| 10. | Fallen                     | IAMNOBODI             | 1:53  |